# Esther Kuhn

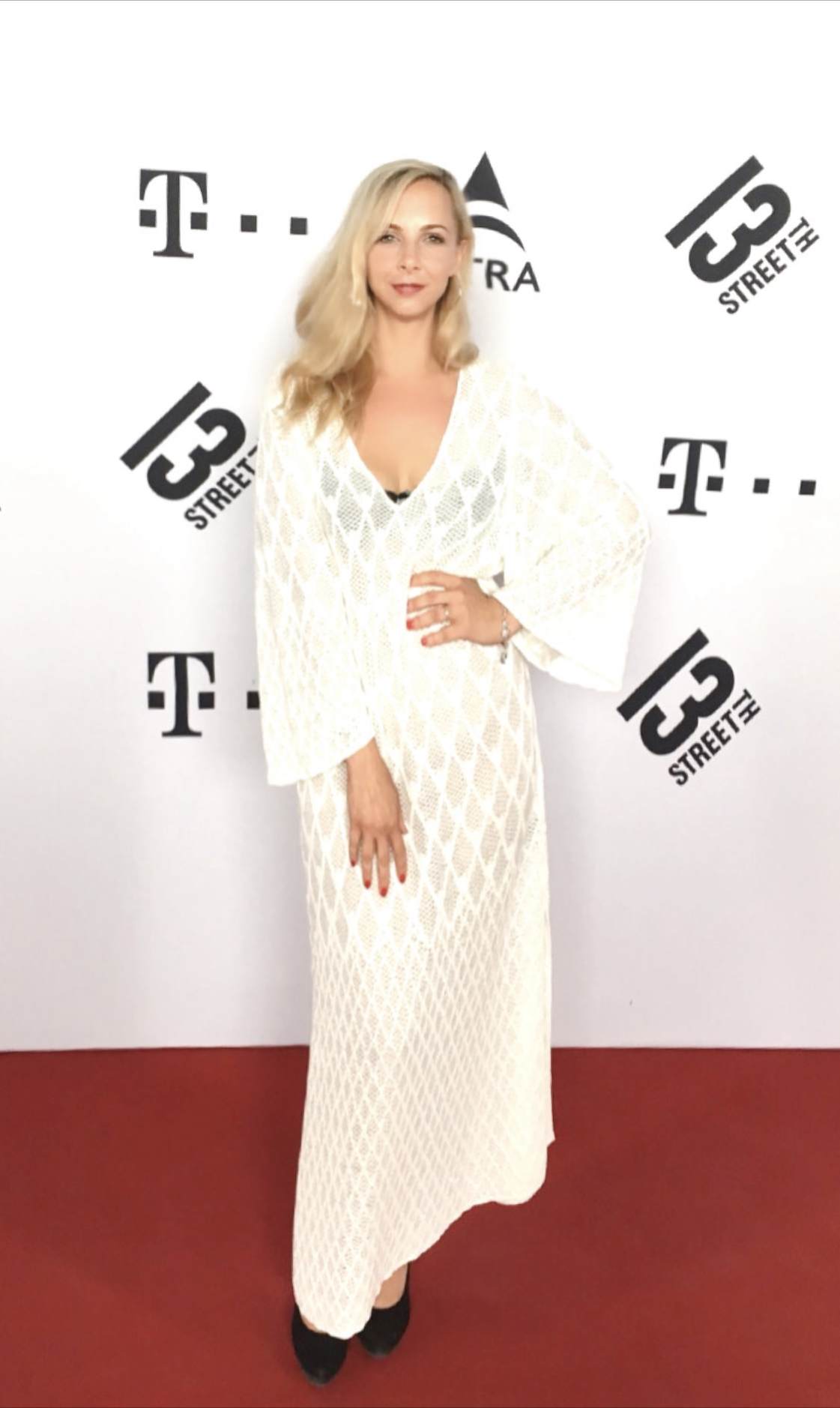
Esther Kuhn den 13th Street Shocking Shorts Film Awards, 2018

Esther Maria Charlotte Kuhn (* 2. Juni 1980 in Salzburg) ist eine österreichische Schauspielerin und Model.
Bekannt wurde sie durch die Fernsehserie Die Rosenheim-Cops und den Kinofilm Willkommen bei den Hartmanns. Ihre Auszeichnungen umfassen den deutschen Grimme-Preis für „The Love Europe Project“, den Horvath-Preis und den Preis der Akademie der darstellenden Künste für die ZDF-Verfilmung Kasimir und Karoline sowie den Zuschauerpreis des Bayerischen Filmpreises, eine Lola und den Jupiter-Award für Willkommen bei den Hartmanns.

## Frühes Leben und Ausbildung
Esther Kuhn besuchte als Fünfjährige ein William-Forsythe-Tanzballett in Rom. Die Tänzer sowie William Forsythe selbst tanzten unter anderem im Zuschauerraum, Esther Kuhn tanzte mit ihnen mit, woraufhin William Forsythe sie am Ende der Vorstellung zum Verbeugen auf die Bühne holte. Darauf begründete sich Esther Kuhns Bestreben, Schauspielerin zu werden. Bereits während Kuhns Grundschulzeit stand sie in kleineren Rollen auf der Bühne. Sie besuchte Bühnenspielgruppen ihres Gymnasiums. Kuhn lernte Tanz und Gesang und stand als Jugendliche erstmals vor Kameras für die Fernsehserien „Dr. Schwarz und Dr. Martin“ und Der Bergdoktor.
Sie studierte Film und Theaterwissenschaften an der Universität Wien und Schauspiel an der Hochschule für Musik und Theater München. Das Studium schloss sie summa cum laude ab.

## Karriere

### Theater
Esther Kuhn strebte zunächst eine Theaterkarriere an. Engagements brachten sie an das Bayerische Staatsschauspiel, das Stadttheater Regensburg, das Stadttheater Fürth, das Münchner Volkstheater und die Komödie im Bayerischen Hof München.

### Fernsehen und Kino
2008 gab sie ihr Fernsehdebüt in dem ARD-Film „Mit einem Schlag“. Es folgte die vielfach ausgezeichnete ZDF-Literaturverfilmung Kasimir und Karoline, wonach Kuhn den Fokus ihrer Karriere auf Film und Fernsehen legte.
Im Kino debütierte sie mit dem Gerhard-Polt-Film Und Äktschn!. Der Durchbruch gelang ihr mit ihrer Rolle in Willkommen bei den Hartmanns, dem erfolgreichsten deutschen Film des Jahres 2016.
Weitere Kinofilme sind „The Love Europe Project“ (Grimme-Preis) und Nightlife im Jahr 2020, der den Deutschen Filmpreis als besucherstärkster Film erhielt.
Ihre Fernseharbeit setzte sie mit zahlreichen Auftritten in der Serie Die Rosenheim-Cops fort. Es folgten Rollen für Tatort und Polizeiruf 110.
Esther Kuhn spielte in den Serien Dr. Klein, Um Himmels Willen, SOKO Kitzbühel, Die Bergretter, Familie Dr. Kleist und dem Mehrteiler Bier Royal.
2022 / 2023 in Produktion ist die internationale ORF-BR-Koproduktion Himmel, Herrgott, Sakrament. Esther Kuhn wirkt darin in der Rolle Gerlinde Moll mit.

## Andere Tätigkeiten

### Hochschulfilme
Esther Kuhn hat zur Unterstützung des Nachwuchses im Filmbereich an mehreren Filmen der Studenten der Hochschule für Fernsehen und Film München mitgewirkt.

### Modeling und Werbekampagnen
Kuhn arbeitete auch als Model. Ihre erste Fashion-Show lief sie im Alter von 14 Jahren. Sie lief über 200 Shows, unter anderem für Gerry Weber, Marc O’Polo und modelte für diverse Kampagnen und Werbekampagnen.

### Mitgliedschaft
Esther Kuhn ist Mitglied im Verband der deutschen Film- und Fernsehschauspieler (BFFS) sowie Mitglied der Gesellschaft zur Verwertung von Leistungsschutzrechten (GVL).

### Philanthropie
Esther Kuhn unterstützt als Patin die Chancen und Rechte von Kindern, insbesondere Mädchen und jungen Frauen bei Plan International.

## Persönliches Leben
Als Sprachen-Enthusiastin spricht sie 5 Sprachen fließend. Dazu kommt als schriftliche Sprache Latein. Esther Kuhn wuchs teils in Italien und den USA auf, daher spricht sie Deutsch, Englisch und Italienisch in muttersprachlicher Qualität. Daneben spricht sie Französisch und Spanisch fließend. Sie hat eine Vorliebe für Grammatik.

## Filmografie
- 2008: Mit einem Schlag[7]
- 2008–2022: Aktenzeichen XY
- 2011: Kasimir und Karoline
- 2013–2022: Die Rosenheim-Cops
- 2013: Und Äktschn!
- 2015: Tatort – Die letzte Wiesn
- 2016: Willkommen bei den Hartmanns
- 2016: Um Himmels Willen
- 2017: SOKO Kitzbühel
- 2017: Dr. Klein
- 2017: The Love Europe Project
- 2018: Bier Royal
- 2018: Die Bergretter
- 2019: Familie Dr. Kleist
- 2020: Nightlife
- 2022: Himmel, Herrgott, Sakrament
- 2022: Polizeiruf 110

## Auszeichnungen
- 2021 Lola für Nightlife[17]
- 2020 Award for full Cast in Nightlife, Monte Carlo Film Festival
- 2020 Grimme-Preis für 'The Love Europe Project'
- 2017 Jupiter-Award für Willkommen bei den Hartmanns
- 2017 Lola für Willkommen bei den Hartmanns
- 2016 Publikumspreis beim Bayerischen Filmpreis für Willkommen bei den Hartmanns
- 2013 Horvath-Preis für Kasimir und Karoline
- 2011 Sonderpreis der Deutschen Akademie der darstellenden Künste für den Cast von Kasimir und Karoline